# Ray Neïman
Ray Neïman, artiestennaam van Ray Sibe, is een Surinaams-Frans zanger en songwriter. Hij had hits met Destiny, Viens en Ton sourire, en schreef muziek voor twee Surinaamse films.

## Biografie
Ray Sibe werd in circa 1981/1982 in Frans-Guyana geboren uit Surinaamse ouders. Hij is een oudere broer van de musicus en deejay Maiki Spice. Hij groeide op aan de grensrivier Marowijne. Van daaruit ging hij eerst naar Nederland en vervolgens naar Parijs.
Hij begon rond het jaar 2000 in de muziek en sloot aan het begin van zijn muziekcarrière een vijfjarig contract met Sony Music. Tussen 2006 en 2015 had hij drie grote hits: Destiny, Viens en Ton sourire. Hij had een belangrijk aandeel in de muziek van de Surinaamse film Lost in hustle (2012) en hij was de zanger en schrijver van de titelsong Mi lobi Sranan van de film Djakata (2015).
Hij was meermaals  de hoofdact tijdens het Fête de la musique en ook een van de hoofdacts tijdens het Moengo Festival van 2016.
Na vijf jaar voorbereiding kwam hij in 2021 met een eigen tassenmerk, genaamd Sibe Wax.